# C.A. Olesen
Chresten Andreas Olesen (født 27. juni 1845 i Hjørring, død 20. juni 1920 i København) var en dansk fabrikant, farmaceut og etatsråd, søn af brænderiejer Niels Olesen og hustru f. Nielsen.
Olesen, der blev uddannet cand.pharm. i 1866, grundlagde 9. august 1881 sammen med C.F. Tietgen De Danske Spritfabrikker, som han var administrerende direktør for til sin død i 1920. Forinden var han var fra 1871-1878 underdirektør for Aalborg Spritfabrik og fra 1878-1881 medejer af Roskilde Spritfabrik.
Han var på flere fronter en visionær forretningmand, eksempelvis havde han en alternativ forretningsplan klar, da brændevin blev belagt med afgift. Planen betød, at virksomheden begyndte at producere gær og husholdningssprit, hvilket øgede omsætningen.
Olesen var formand for Grosserersocietetets komité fra 1907 (medlem fra 1899), og for Smørnoteringsudvalget, medlem af Akkordretten, repræsentant i Nationalbanken, i bestyrelsen for Nordisk Forening til økonomisk Samarbejde formand for De samvirkende Byerhvervs-Organisationer og for Den danske Handelsstands Fællesrepræsentation, medlem af Repræsentantskabet for Det kgl. octr. alm. Brandassurance Compagni, formand i bestyrelsen for Københavns Dampmøller og formand for Østerbros Fortsættelsesasyl. Han var Kommandør af Dannebrogordenen.
Han var gift med Christiane Cathrine Nicoline f. Nielsen (22. juli 1851 i Hjørring – 16. marts 1932).
C.A. Olesens Gade i Aalborg er opkaldt efter ham. Han er gengivet på maleriet Industriens Mænd.